# Ульяница (река, впадает в Шугозеро)
Ульяница — река в России, протекает в по Тихвинскому району Ленинградской области.
Исток — озеро Верхнее Королёво. Течёт сперва на юго-восток, затем на юго-запад, впадает в Шугозеро. В 2 км от устья принимает правый приток — Сухую. Длина реки - 26 км, площадь её водосборного бассейна - 76 км².
Название — от вепсского ülä — верх

## Данные водного реестра
По данным государственного водного реестра России относится к Балтийскому бассейновому округу, водохозяйственный участок реки — Свирь, речной подбассейн реки — Свирь (включая реки бассейна Онежского озера). Относится к речному бассейну реки Нева (включая бассейны рек Онежского и Ладожского озера).
По данным геоинформационной системы водохозяйственного районирования территории РФ, подготовленной Федеральным агентством водных ресурсов:
- Код водного объекта в государственном водном реестре — 01040100812102000013406
- Код по гидрологической изученности (ГИ) — 102001340
- Код бассейна — 01.04.01.008
- Номер тома по ГИ — 2
- Выпуск по ГИ — 0